# Siniša Mali
Siniša Mali, cyr. Синиша Мали (ur. 25 sierpnia 1972 w Belgradzie) – serbski ekonomista, przedsiębiorca i polityk, w latach 2013–2014 p.o. burmistrza, następnie do 2018 burmistrz Belgradu, od 2018 minister finansów, od 2022 również wicepremier.

## Życiorys
Absolwent wydziału ekonomicznego Uniwersytetu w Belgradzie. Uzyskał magisterium z zakresu finansów na Washington University in St. Louis. W 2013 doktoryzował się na wydziale nauk organizacyjnych Uniwersytetu w Belgradzie. W 2014 zarzucono mu popełnienie w pracy doktorskiej plagiatu. Powołana na wydziale komisja w 2019 uznała, że nie stwierdziła wystarczającego zakresu plagiatu, by zakwestionować cały doktorat.
Od 1995 pracował w Deloitte w Belgradzie i Pradze, w międzyczasie podczas pobytu w USA był zatrudniony w banku inwestycyjnym Credit Suisse First Boston w Nowym Jorku. W 2001 dołączył do kierownictwa ministerstwa prywatyzacji i odbudowy gospodarczej jako asystent (pomoćnik) ministra odpowiedzialny za prywatyzację. Później objął stanowisko dyrektora rządowego centrum ds. prywatyzacji, którym kierował do 2003. Następnie prowadził własną działalność gospodarczą w branży konsultingowej. W 2012 został doradcą pierwszego wicepremiera Aleksandara Vučicia.
W listopadzie 2013, po odsunięciu z urzędu burmistrza Belgradu Dragana Đilasa, Siniša Mali został tymczasowo pełniącym obowiązki władz samorządowych serbskiej stolicy. W kwietniu 2014 z poparciem Serbskiej Partii Postępowej wybrano go na nowego burmistrza Belgradu. Ustąpił w maju 2018, w tym samym miesiącu powołano go na stanowisko ministra finansów w rządzie Any Brnabić. Wcześniej w 2017 dołączył do władz krajowych postępowców. Funkcję ministra finansów utrzymywał w utworzonym w październiku 2020 drugim gabinecie dotychczasowej premier oraz w powołanym w październiku 2022 jej trzecim gabinecie. W ostatnim z nich został również mianowany na stanowisko wicepremiera.
W utworzonym w maju 2024 rządzie Miloša Vučevicia pozostał po raz kolejny na stanowisku ministra finansów, awansując jednocześnie na pierwszego wicepremiera. Oba stanowiska utrzymał również w powołanym w kwietniu 2025 gabinecie Đura Macuta.